# Kalibaru
Kalibaru est un kecamatan du kabupaten de Banyuwangi dans la province indonésienne de Java oriental.

## Tourisme et transport
Kalibaru est un point de passage pour se rendre au cratère du Kawah Ijen.
Une attraction pour les touristes locaux est la chute d'eau de Wonorejo.

## Galerie

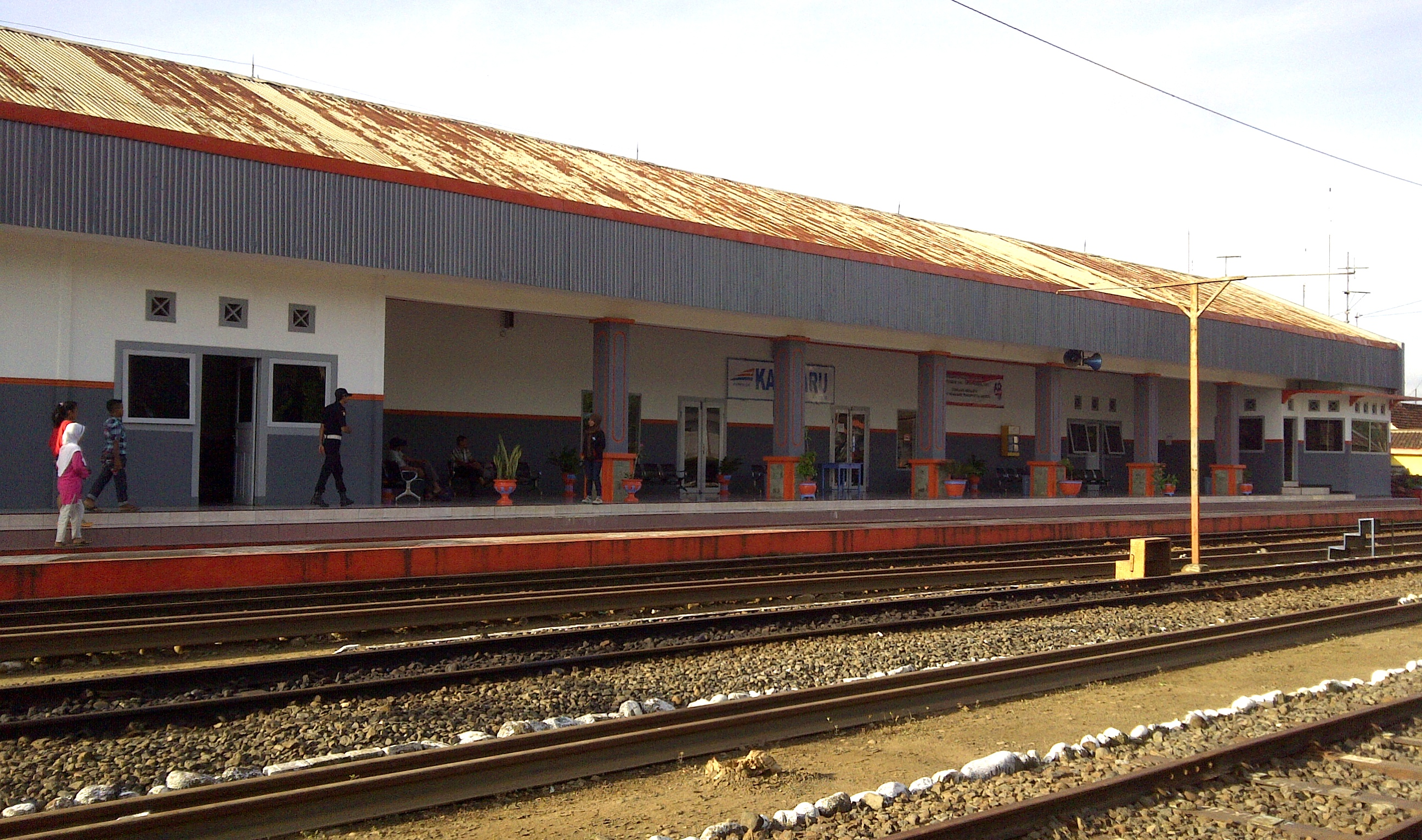
La gare de Kalibaru
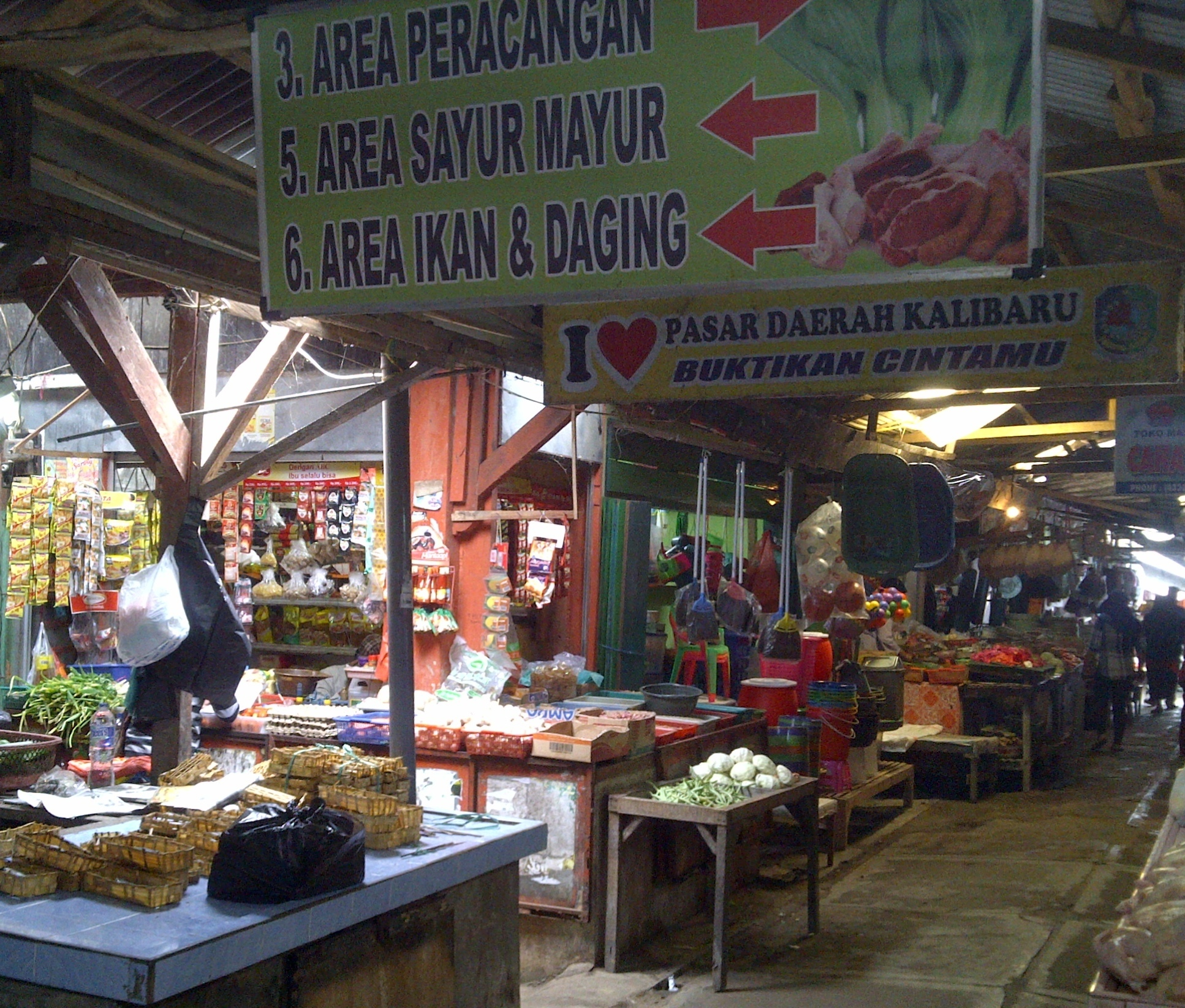
Le marché de Kalibaru
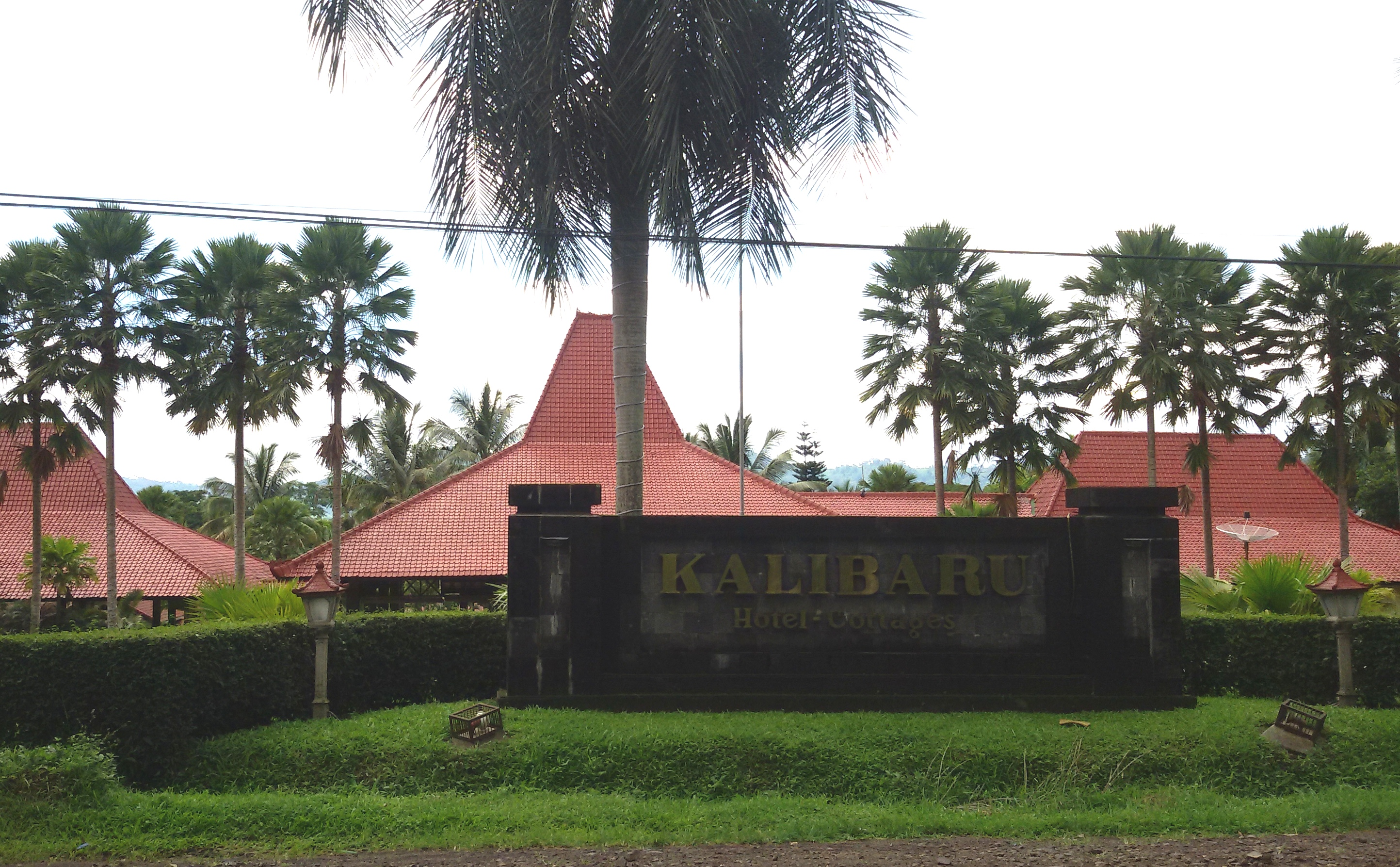
L'hôtel "Kalibaru Cottages"
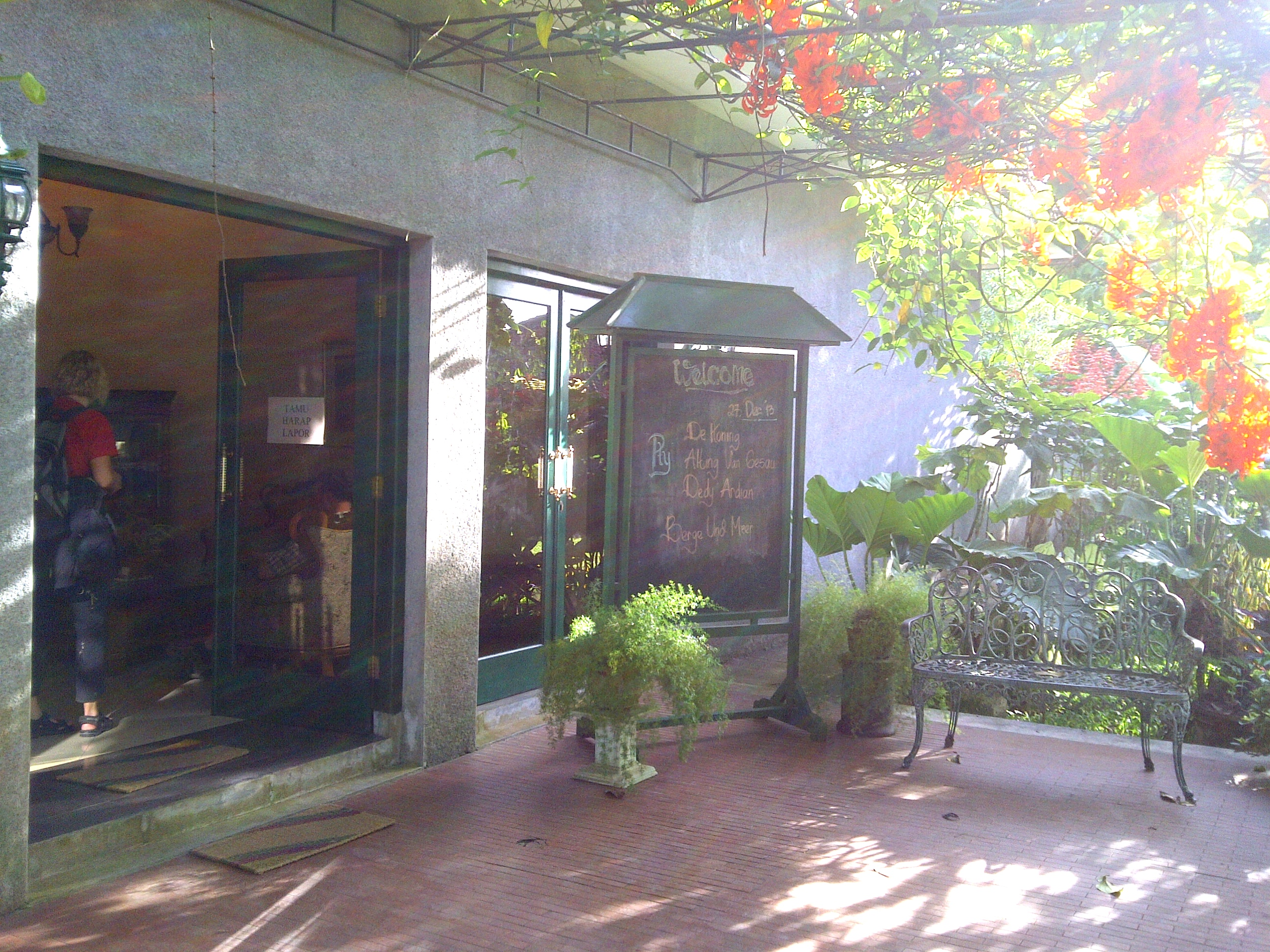
L'hôtel "Margo Utomo" à Kalibaru
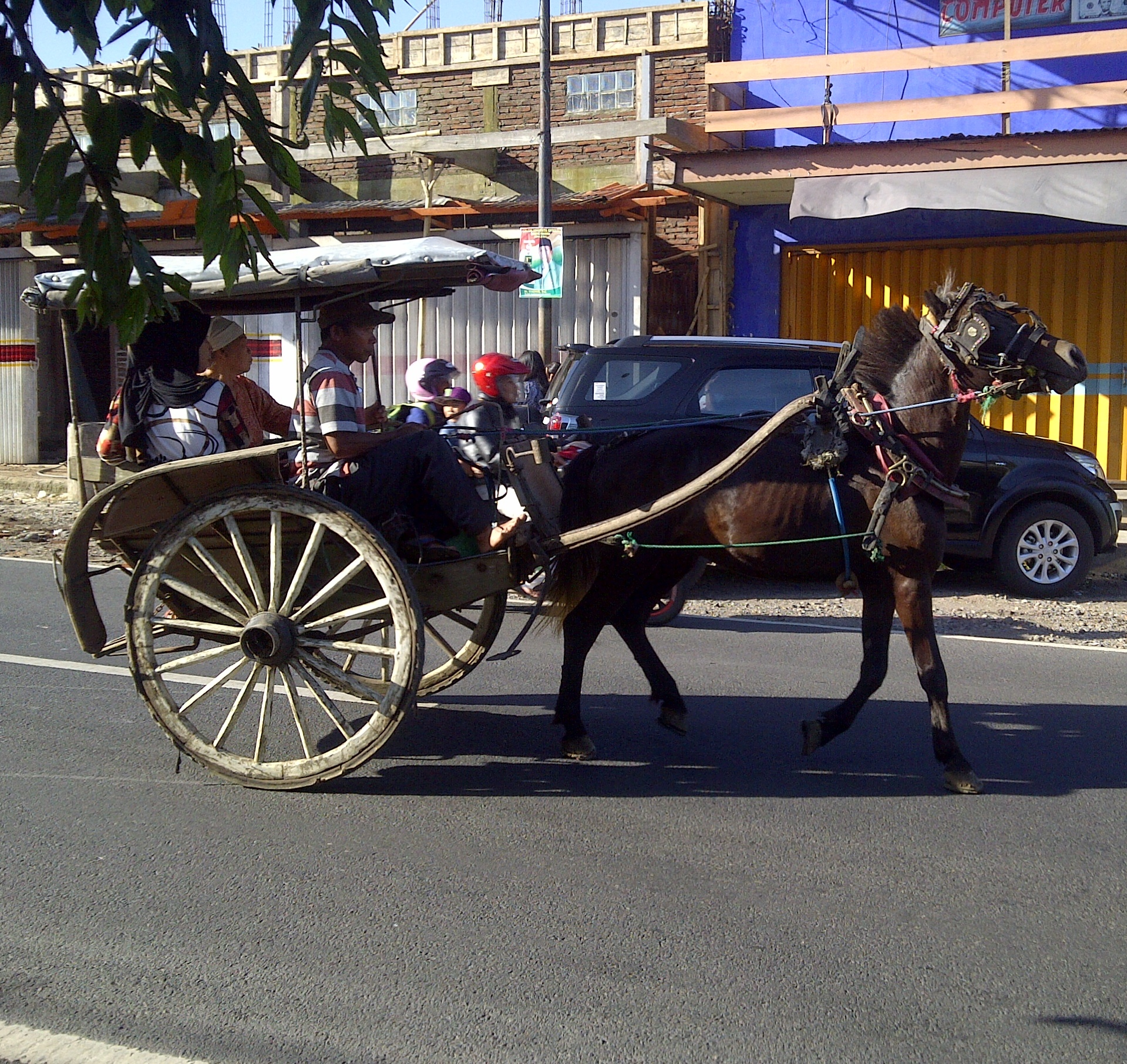
Scène de rue à Kalibaru
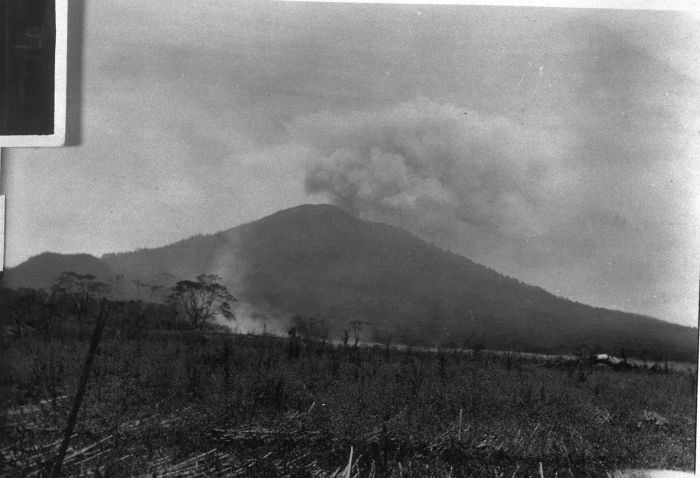
Le Raung vu de Kalibaru en 1927